# Luis Mesa Bell
Luis Mesa Bell (Providencia, 1902 - Quinta Normal, 20 de diciembre de 1932) fue un periodista chileno, conocido por ser el «primer mártir del periodismo» en Chile.

## Biografía
Luis vivía en la calle Manuel Montt, a una cuadra de la calle Providencia, era hijo de una familia de clase media y prolífica, el mayor de seis hermanos y hermanas; y a la sazón, era el principal proveedor de la familia, cuyo padre había fallecido recién el año anterior.
Empezó su carrera periodística a fines de la década de 1920 siendo editor del diario La Nación y director de los periódicos El Correo de Valdivia y La Crónica.
Ya en 1932 entraría a trabajar en la revista Wikén –primero como colaborador, luego como reportero y, al fin, como director–. Fue en este periodo cuando obtendría notoriedad al denunciar sobre hechos como los corredores de la Bolsa Negra, los servicios de Aseo y Jardines, las Milicias Republicanas, y el tráfico de morfina, heroína, cocaína y opio en el puerto de Valparaíso.
El 22 de octubre de ese año, Luis Mesa expuso en la revista Wikén los antecedentes de la desaparición del profesor Manuel Anabalón (ocurrida unos meses atrás) y señaló a la Sección de Investigaciones de Carabineros como la principal sospechosa. Luego de haber centrado en varias ocasiones sus críticas en el teniente coronel a cargo de la Dirección de la Oficina de Investigaciones, Alberto Rencoret Donoso, se ordenó la persecución y censura de la revista, así como la destrucción de material importante sobre el caso; el 18 de noviembre Mesa denunció directamente a Rencoret de ser el culpable de la muerte de Anabalón.

## Muerte
El 20 de diciembre, fue detenido por agentes de Investigaciones en calle Moneda, entre Amunátegui y Teatinos, de acuerdo a Héctor Pedreros Jáuregui, quien se encontraba conversando con él, para ser asesinado esa misma noche a golpes y su cadáver fue encontrado a la mañana siguiente en el barrio Carrascal. Se estima que a su funeral asistieron más de 50 mil personas, y en el hablaron Eugenio Matte, Marmaduke Grove, Elías Lafertte y Marcos Chamudes.
En Quinta Normal se encuentra una calle con su nombre -Meza Bell- (sic) y una animita en el barrio Carrascal, siendo uno de los hitos mortuorios más conocidos de Santiago.

## Vida privada
Era militante de la Nueva Acción Pública, entidad que junto a otras daría origen al Partido Socialista de Chile en 1933.
Ingresó a la Masonería el 20 de noviembre de 1929, incorporándose a la Logia Deber y Constancia N°7, obteniendo su segundo grado masónico el 27 de noviembre de 1930 y el tercer grado, el de Maestro Masón, el 9 de noviembre de 1931.